# Sydamerikanska mästerskapet i basket 1934
Sydamerikanska mästerskapet i basket 1934 spelades i Buenos Aires, Argentina och vanns av Argentina.

## Slutställning
1. Argentina
2. Chile
3. Brasilien
4. Uruguay

## Resultat
Alla möttes två gånger, och totalt spelade alla sex matcher.
| Placering | Lag       | Poäng | Vinst | Förlust | Gjorda poäng | Insläppta poäng | Poängskillnad |
| --------- | --------- | ----- | ----- | ------- | ------------ | --------------- | ------------- |
| 1         | Argentina | 12    | 6     | 0       | 153          | 104             | +49           |
| 2         | Chile     | 9     | 3     | 3       | 136          | 157             | -21           |
| 3         | Brasilien | 7     | 1     | 5       | 120          | 149             | -29           |
| 4         | Uruguay   | 5     | 2     | 4       | 72           | 71              | +1            |

| Argentina | 26 - 25     | Brasilien |
| Brasilien | 25 - 29     | Argentina |
| Argentina | 43 - 26     | Chile     |
| Chile     | 20 - 35     | Argentina |
| Argentina | 18 - 8      | Uruguay   |
| Uruguay   | 0 - 2 (w/o) | Argentina |
| Brasilien | 29 - 32     | Chile     |
| Chile     | 31 - 17     | Brasilien |
| Uruguay   | 0 - 2 (w/o) | Chile     |
| Chile     | 25 - 33     | Uruguay   |
| Uruguay   | 0 - 2 (w/o) | Brasilien |
| Brasilien | 22 - 31     | Uruguay   |